# Centre de l'Espírito Santo
Le centre de l'Espírito Santo est l'une des quatre mésorégions de l'État de l'Espírito Santo. Elle regroupe 24 municipalités groupées en 4 microrégions.

## Données
La région compte 1 969 382 habitants pour 10 676 km2.

## Microrégions
La mésorégion du centre de l'Espírito Santo est subdivisée en 4 microrégions:
- Afonso Cláudio
- Guarapari
- Santa Teresa
- Vitória